# Бандитката (теленовела)
Бандитката (на испански: La bandida) е мексиканска теленовела, създадена от Карлос Кинтания и Адриана Пелуси, режисирана от Маурисио Крус и Родриго Угалде и продуцирана от Сони Пикчърс Телевижън и Телесет за ТВ Ацтека през 2019 г.
В главната роля е Сандра Ечеверия.

## Сюжет
Животът на Грасиела не е лесен, рано остава сирак и много млада вдовица. Тя започва да краде, да залага и да се занимава с алкохол. По този начин успява да натрупа голямо състояние, което инвестира в създаването на къща за запознанства. Вдъхновена от 30-те години, теленовелата първоначално разказва за младите години на главната героиня като трафикантка, в роля, изиграна от Хулиета Грахалес, за да представи впоследствие Грасиела (Сандра Ечеверия) в нейните зрели години, в които се развива по-голямата част от историята.

## Актьори
- Сандра Ечеверия – Мариана Аедо / Грасиела Олмос „Бандитката“
- Хулиета Грахалес – Мариана Аедо / Грасиела Олмос (млада)
  - Джени Кай – Мариана Аедо (дете)
- Янис Гереро – Хосе Ернандес
- Марсия Кутиньо – Сестра Каталина
- Ариел Лопес Падия – Д-р Раул Авила
- Алби Де Абреу – Томи Бартън
- Иван Арана – Педро Нуниес
- Адрия Моралес – Адела
- Алфредо Уерека – Генерал Ордониес
- Фернанда Ароскета – Валентина (млада)
- Мемо Виегас – Рамиро
- Марсело Кордоба – Мартин Ернандес
- Вики Арайко – Мариета
- Антонио Фортиер – Артуро Кинтеро
- Синтия Васкес – Валентина (възрастна)
- Давид Мидил – Бенхамин Олмос
  - Лука Валентини – Бенхамин Олмос (дете)
- Хосе Карлос Фемат – Ел Геро
- Хуан Пабло Франко – Федерико
- Шайла Дуркал – Мария Конеса
- Аранца Руис – Маринита Аедо
- Флоренсия Риос – Нинфа
- Химена Гомес – Исабел
- Джесика Ортис – Принцесата
- Мария Гониегос – Консуело
- Мария дел Кармен Феликс – Ракел
- Тамара Ваярта – Есперанса
- Силверио Паласиос – Хасинто Олмос
- Емилио Гереро – Дон Агустин
- Кристиан Чавес – Самуел Ернандес
- Майра Баята – Росаура
- Фернанда Сасе – Алисия
- Ани Саломон – Бланка
- Хосе Касасус – Карлос Фернандес
- Клаудия Акоста – Хесуса
- Хосе Алфаро – Пончо
- Абрил Амаранта – Глория
- Габриел Регейра – Проверяващият билети
- Хулио Сесар Алварес – Спасителят
- Аксела Валдес – Ограбената жена
- Аранча Солис – Едувихес Фернандес
- Каролина Полити – Майка игуменка
- Палома Аредондо – Майка Хосефина
- Марта Клаудия Морено – Майка Рита
- Анди де Мур – Соледад (възрастна)
- Танис Ребойо – Лаура
- Хуан Карлос Бонет – Панчо Виля
- Кристел Клитбо – Мариета
- Марсела Руис Еспарса – Исабел
- Ерик Сандовал – Антонио
- Артуро Наум – Педро
- Лорена Бишоф – Аурора
- Мишел Лопес – Антонио, синът на Адела (възрастен)
- Габо Орнелас – Дамян
- Виктор Оливейра – Симон

## Премиера
Премиерата на Бандитката е на 1 март 2019 г. по по стрийминг платформата Амазон Прайм Видео, а телевизионната премиера е на 1 юни 2020 г. по канал Ацтека 7, като последният 62. епизод е излъчен на 17 септември 2020 г.

## Продукция
Записите на теленовелата започват в началото на август 2017 г. в Сан Педро Чолула, Пуебла. Сандра Ечеверия и Хулиета Грахалес са потвърдени, въплъщавайки се в ролята на Грасиела Олмос съответно в нейните зрели и млади години.

## Прием

### Публика
| Година | Брой епизоди | Премиера    | Премиера         | Финал             | Финал            |
| Година | Брой епизоди | Дата        | Зрители (в млн.) | Дата              | Зрители (в млн.) |
| ------ | ------------ | ----------- | ---------------- | ----------------- | ---------------- |
| 2020   | 62           | 16 юни 2020 | 0.61             | 17 септември 2020 | 0.78             |

### Критика
Специализираният сайт lahoradelanovela.com дава оценка 8/10, аргументирайки се: „На пръв поглед е ясно, че много пари са инвестирани в производството, но се усеща липсата към детайлите като безупречните костюми на статистите и локациите, трудно да се повярва в революционното Мексико. Освен това, както в много мексикански продукции, се забелязва липсата на режисура при статистите.“
Критикът Алваро Куева пише в мексиканския вестник Milenio: „Имам много специална привързаност към този проект, защото, противно на това, което много хора биха могли да предположат, той е направен като традиционна мексиканска теленовела, която търсят зрителите.“

## В България
В България премиерата на сериала е на 15 февруари 2021 г. по Диема Фемили и завършва на 11 май. На 15 август 2022 г. започва повторно излъчване. Ролите се озвучават от Елисавета Господинова, Петя Абаджиева, Николина Чонова, Силви Стоицов, Васил Бинев и Светозар Кокаланов.